# Trofee Maarten Wynants 2019 (vrouwen)
De zesde editie van de Belgische wielerwedstrijd Trofee Maarten Wynants voor vrouwen werd verreden op 12 mei 2019. De start en finish vonden plaats in Houthalen-Helchteren. De winnaar was Elisa Balsamo, gevolgd door Laura Tomasi en Marjolein van 't Geloof.

## Uitslag
| Trofee Maarten Wynants 2019 |                         |                              |          |
| Plaats                      | Naam                    | Ploeg                        | Tijd     |
| Winnaar                     | Elisa Balsamo           | Valcar-Cylance               | 3u04'19" |
| 2                           | Laura Tomasi            | Top Girls Fassa Bortolo      | z.t.     |
| 3                           | Marjolein van 't Geloof | Alé Cipollini                | z.t.     |
| 4                           | Ilaria Sanguineti       | Valcar-Cylance               | z.t.     |
| 5                           | Kathrin Schweinberger   | Health Mate-Cyclelive        | z.t.     |
| 6                           | Anna Trevisi            | Alé Cipollini                | z.t.     |
| 7                           | Daniela Gass            | Equano                       | z.t.     |
| 8                           | Jessy Druyts            | Experza-Footlogix            | z.t.     |
| 9                           | Arianna Pruisscher      | Mexx-Watersley International | z.t.     |
| 10                          | Lisa Robb               | Team Stuttgart               | z.t.     |